# Kongōbu-ji

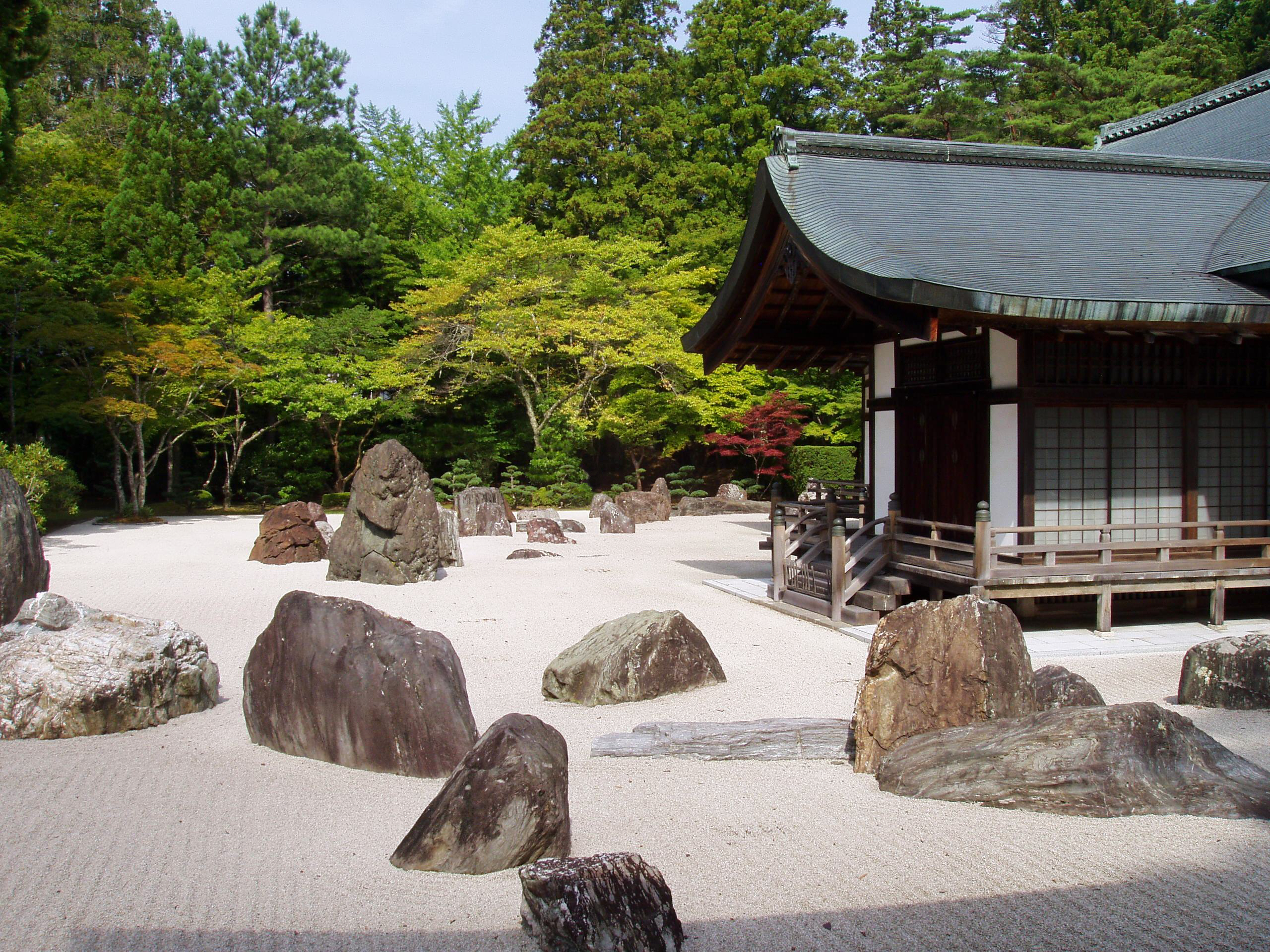
Jardin de pierre Banryūtei du temple.

Le Kongōbu-ji (金剛峯寺) est le temple principal du bouddhisme Kōyasan Shingon-shū shingon, situé sur le mont Kōya (高野山, Kōya-san), préfecture de Wakayama au Japon.

## Présentation

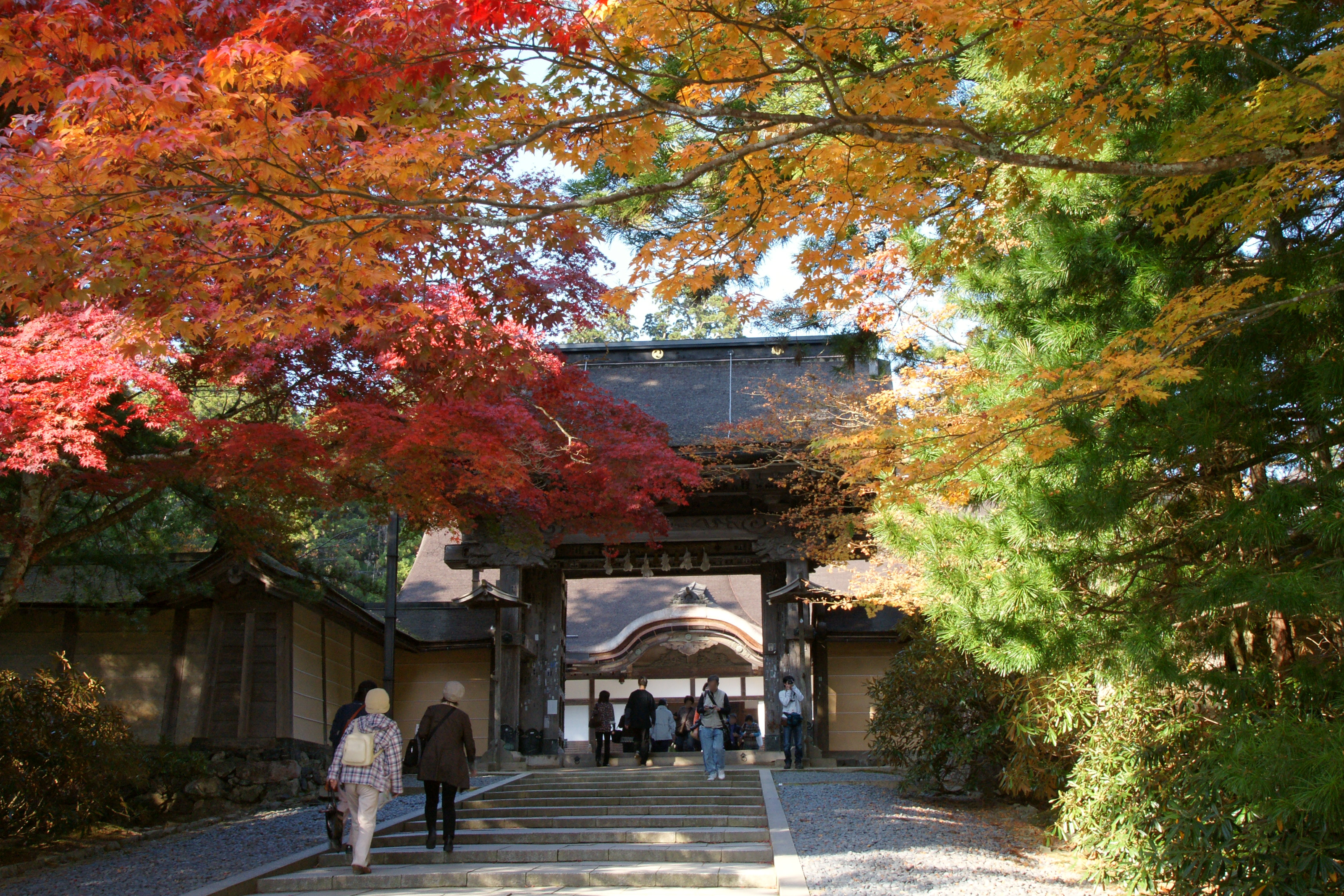
Abords du Kongōbu-ji.

« Kongōbu-ji » signifie « temple de la Montagne du diamant ». Ce temple bouddhique fait partie des sites sacrés et chemins de pèlerinage dans les monts Kii de la liste du patrimoine mondial de l'UNESCO.
Le Kongōbu-ji est d'abord construit en tant que temple Seigan-ji en 1593 par Toyotomi Hideyoshi à la mort de sa mère, reconstruit en 1861 et qui reçut son nom actuel en 1869. Il contient de nombreuses portes coulissantes aux panneaux peints par Kanō Tannyū (1602-1674) et des membres de l'école Kanō de Kyoto.
Le moderne jardin de pierre Banryūtei (蟠龍庭) du temple est le plus grand du Japon (2 340 m2), avec cent quarante pierres de granit disposées de façon à suggérer une paire de dragons émergeant des nuages pour protéger le temple.
Le quatre cent douzième et actuel abbé est son éminence Yukei Matsunaga, qui est aussi le suprême archevêque de la secte Koyasan shingon.